# إمتريسيتابين
إمتريسيتابين هو مثبط منتسخة عكسية نيوكليوسيدي يستخدم في علاج عدوى فيروس العوز المناعي البشري عند الأطفال والبالغين.
يتوفر إمتريسيتابين ضمن أدوية مركبة ذات جرعات ثابتة مثل تروفادا وأتريبلا وكومبليرا (أو إفيبليرا) وستريبيلد. وهو أحد الأدوية المدرجة ضمن قائمة منظمة الصحة العالمية للأدوية الأساسية.
بالإضافة لاستخدامه في علاج متلازمة العوز المناعي المكتسب، فهنالك تجارب سريرية تجرى لاختبار فعاليته في علاج التهاب الكبد ب.

## تاريخ
تم اكتشاف إمتريسيتابين من قبل الدكتور دينيس سي ليوتا ،والدكتور ريموند شينازي، والدكتور وو بايج تشوي من جامعة إيموري وتم ترخيصه لشركة تراينجل للادوية بواسطة إيموري في عام 1996. تم الحصول على تراينجل للادوية في عام 2003 من قبل جلعاد للعلوم ، الذي أكمل التطوير ويسوق الآن المنتج باسم العلامة التجارية إمتريفا.